# De Grey Mausoleum
De Grey Mausoleum är ett monument i Storbritannien.   Det ligger i kommunen Central Bedfordshire i riksdelen England, i den södra delen av landet, 60 km norr om huvudstaden London. De Grey Mausoleum ligger 61 meter över havet.
Terrängen runt De Grey Mausoleum är platt. Runt De Grey Mausoleum är det mycket tätbefolkat, med 1 266 invånare per kvadratkilometer. Närmaste större samhälle är Luton, 14,8 km söder om De Grey Mausoleum. Trakten runt De Grey Mausoleum består till största delen av jordbruksmark.